# Знак «Шахтарська слава»
Знак «Шахта́рська сла́ва» — нагрудний знак відзнаки трьох ступенів, установлений 1956 року за ініціативи міністра вугільної промисловості УРСР Олександра Федоровича Засядька.
Працівникам, нагородженим знаком «Шахтарська слава», вручається нагрудний знак встановленого зразка, видається посвідчення на право його носіння, у трудову книжку вноситься відповідний запис із зазначенням дати і номера наказу про нагородження.
Чинне положення про нагрудний знак «Шахтарська слава» та опис затверджені Наказом Міністерства вугільної промисловості України від 7 лютого 2006 року № 81 "Про приведення наказу «О награждении знаком „Шахтерская слава“» у відповідність до нормативних актів України".

## Положення про знак
Знаком «Шахтарська слава» нагороджуються працівники державних підприємств, господарських товариств, виробничих об'єднань, організацій та установ, що належать до сфери управління Міністерства вугільної промисловості України, за високі досягнення в праці та особистий внесок у розвиток галузі:
- робітники, керівники і спеціалісти, постійно зайняті на підземних і відкритих роботах у діючих вугільних шахтах, шахтах, які будуються, і розрізах при безперервному стажі роботи: для III ступеня — не менше 5 років, для II ступеня — 8 років, для I ступеня — 10 років;

- інші працівники галузі можуть нагороджуватися при безперервному стажі роботи: для III ступеня — не менше 10 років, для II ступеня — 15 років, для I ступеня — 20 років.

В окремих випадках, за особливі досягнення у створенні, впровадженні, освоєнні нової техніки та технологій, прогресивних форм організації праці і керівництва, за мужність та ініціативу, проявлені при ліквідації аварії і порятунку людей, та інші заслуги, нагородження знаком «Шахтарська слава» може провадитися без урахування безперервного стажу роботи.
Знаком «Шахтарська слава» можуть нагороджуватися працівники інших галузей народного господарства, органів державної влади і управління, іноземні громадяни за активне співробітництво і сприяння в розвитку вугільної промисловості.
Нагрудний знак «Шахтарська слава» носиться на правій стороні грудей.

## Опис нагрудного знака
Нагрудний знак у вигляді п'ятикутника, в центрі якого розміщено: зображення шахтарської символіки — два схрещених молотки, на них п'ятикутна зірка, в нижній частині — по напівколу надпис «Шахтарська слава», внизу в овалі — ступінь знака (I, II, III).
Нагрудний знак з'єднується з колодкою за допомогою вушка та двох ланцюжків золотистого кольору, на колодці для цього є два вушка.
Основа знака бронзового кольору, шахтарська символіка — золотистого (на знака II ступеня — сріблястого), зірка на знаку I ступеня вкрита емаллю червоного кольору, на знаку II та III ступенів колір металу відповідно — золотистий та сріблястий.
Внутрішня частина колодки вкрита емаллю блакитного кольору, в центральній частині розміщується складена під прямим кутом муарова двокольорова стрічка, яка має смужки жовтого і блакитного кольорів: на знаку I ступеня — три однакові за розміром смужки, середня — блакитна, крайні — жовтого кольору, на знаку II ступеня — три смужки: центральна (по ширині рівна двом боковим) блакитного кольору, бокові — жовтого кольору, на знаку III ступеня — п'ять смужок, рівних по ширині, з них дві блакитного і три жовтого кольорів.
Колодка має на зворотному боці застібку для прикріплення нагрудного знака до одягу.

## Знаки «Шахтарська слава» попередніх років

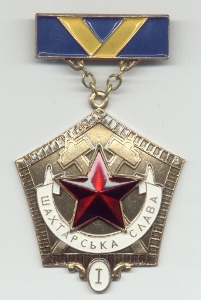
Знак «Шахтарська слава» I ст.
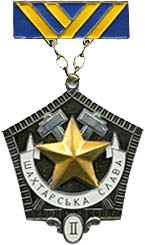
Знак «Шахтарська слава» II ст.
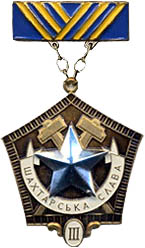
Знак «Шахтарська слава» III ст.
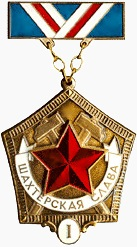
Знак «Шахтёрская слава» I ст.